# Домініка Лясота
Домініка Лясота (пол. Dominika Lasota; 26 листопада 2001; Бидгощ, Куявсько-Поморське Воєводство, Польща) — польська екоактивістка кліматичної справедливості, активна організаторка та діячка Міжнародного руху Fridays for Future Poland. У листопаді 2021 року взяла участь у COP26 у Глазго (Шотландія), де була долучена до переговорів з лідерами ЄС щодо кліматичної справедливості у контексті розв'язаною Російською Федерацією війни проти України, та повномасштабного вторгнення військ Російської Федерації на територію незалежної суверенної Української держави у лютому 2022. Американське видання The New York Times назвало її «представницею нового покоління екоактивісток», яка щільно пов'язує у своїй аргументації кліматичну активність з протидії зміні клімату із протидією Російській Федерації у розв'язаній останньою війні проти України. Сьогодні Домініка Лясота є членкинею-засновницею Консультативної ради Польщі, створеної внаслідок польських протестів у жовтні 2020 року.

## Дитинство та Освіта
Лясота народилася 26 листопада 2001 року у польському містечку Бидгощ, Куявсько-Поморського Воєводства(Польща). У 2018—2019 роках активістка отимувала освіту у Стонігерському Колледжі (Ланкашир, Англія, Сполучене Королівство), та долучалась до молодіжних таборів у Сполучених Штатах Америки.

## Шкільний страйк заради клімату
Домініка Лясота є активісткою Міжнародного руху «Шкільний страйк заради клімату» (більш відомого як Fridays for Future), та бере активну участь у кампаніях за європейське кліматичне законодавство та економічну трансформацію до зеленої економіки.

## Кліматичний активізм у Польщі
У 2022 року в польському національному дискурсі, Лясота була наділеною статусом «обличчя польського кліматичного активізму» представницею Польського Інституту Громадських Справ (польською: Instytut Spraw Publicznych). Згодом впливове німецьке видання Deutsche Welle визнала Домініку як «головного організатора кліматичних страйків Польщі».

### Протести у Польщі
15 червня 2020 року Лясота була однією із активістів, які були залучені до перформенсу перед Канцелярією Прем'єр-Міністра Польщі. Організатори даного перформансу ставили собі за мету чинити тиск на польський уряд, привертаючи увагу до питань кліматичної кризи, які мали підлягати обговоренню під час засідання Європейської Ради 19 червня 2020 року. Домініка стверджувала, що оскільки під час пандемії COVID-19 до порад вчених активно прислухалися, слід також прислухатися до порад вчених у Міжурядовій групі експертів з оцінки зміни клімату (МГЕЗК) та спеціальних звітах.
Активістка відкрито критикувала нездатність апарату Прем'єр-Міністра Польщі втрутитися у систематичні атаки здійнювані на кліматичних активістів у країні, зокрема нападу, який стався під час зустрічі політиків і громадськості в Бидгощі 26 червня 2020 року у зв'язку з президентськими виборами. За словами Лясоти, декілька індивіді «дещо старшого віку» напали на кліматичну активістку Малвіну Чмару (польською: Malwina Chmara) «лише за 1,5–2 метри від Прем'єр-Міністра», при цьому як заявляє активістка «нічого не було зроблено, щоб зупинити атаку». Обидві екосктивістки вважають, що вони відмовляються розуміти причини згідно з якими кліматичні активісти у країні підлягаються насиллю, та вважають глибоко обурливим той факт, що ані Прем'єр-Міністр, ані Президент Польщі не вибачилися за невтручання.
У серпні 2020 року під час протестів перед Міністерством Державного Майна Польщі, яке на той час очолювалося Міністром Яцеком Сасіном, активістка заявила, що політики стратегічно усувають звичайних людей та громадських активістів від процесів прийняття рішень щодо кліматичної кризи, натомість віддаючи перевагу польському вугільному лобі.
Під час акції протесту в Бидгощі у вересні 2020 року Домініка Лясота стверджувала, що кліматична криза має не одномірний вплив на різні групи людей, оскільки бідніші прошарки глобального населення менш здатні захистити свої будинки від ураганів і повеней. Вона заявила, що наслідки кліматичної кризи вже є досить відчутними у Польщі, включали лісові пожежі в Бєбжанському національному парку у квітні 2020 року та втрати фермерів через посуху.

### Медійність
У липні 2022 року Домініка Лясота у тандемі із фізиком Шимоном Маліновським та кліматологом Богданом Хойніцьки дали інтерв'ю першому телевізійному каналу польського телебачення TVN24, в якому обговорювали збільшення кількості посух у країні.

## Міжнародна діяльність

### 2021 Конференція ООН зі Зміні Клімату − COP26 (Шотландія)
На Конференції Організації Об'єднаних Націй зі Зміни Клімату (COP26) у Глазго (Шотландія) в листопаді 2021, разом з іншими активістами «П'ятниці заради Майбутнього», зокрема Ванесою Накате та Ніколь Беккер, Лясота провела акцію протесту перед виступом колишнього Президента США Барака Обами (8 листопада 2021 року). У рамках останньої активістка стверджувала, що Барак Обама не виконав свою обіцянку надати фінансування для кліматичної політики країнам, що розвиваються, в розмірі 100 мільярдів доларів США. Пізніше у рамках COP26 Лясота заявила, що «кліматична криза має ґендерну приналежність. Вона викликана та розвивається за участю великою кількістю привілейованих білих чоловіків із глобальної півночі, особливо із заходу… не дивно, що саме жінки виступають лідерами на захисті клімату». Надалі дана Конференція надала можливісь Лясоті, Накате та Ґреті Тунберг зустрілися з Ніколою Стерджен, першою Міністеркою Шотландії (2014—2023). Шотландське видання The Herald із Глазго назвала Лясоту, Тунберг та Накате трійкою лідерів в протистоянні глобальному потеплінню та зміні клімату. Викладач психології Івонн Скіппер описала зустріч Лясоти та її колег зі Стерджен як таку, що має підбадьорювальний ефект, спонукаючий інших молодих людей до протидії кліматичній катастрофі сьогодення.

### 2022 Конференція ООН зі Зміні Клімату − COP27 (Єгипет)
Домініка Лясота відвідала Конференцію Організації Об'єднаних Націй зі Зміни Клімату (COP27) у Шарм-еш-Шейху (Єгипет) з 6 по 20 листопада 2022.
У рамках останньої, 7 листопада, як одна із лідерок групи екоактивістів східноєвропейців, Лясота зустрілася з Президенткою Європейської Комісії Урсулею з фон дер Ляєн. Під час зустрічі Лясота наголосила, що жодні нові інвестиції у викопне паливо не є виправданими ані у відповідь на російське вторгнення в Україну (2022), ані на кризу вартості енергії, ані кліматичної кризи.
8 листопада у рамках конференції Домініка мала розмову з Президентом Польщі Анджеєм Дудою стосовно того, чи Уряд Польщі займає достатньо активну позицію щодо кліматичної кризи та її запобігання. Дана інтеракція екоактивістки з Дудою була розцінена польськими ЗМІ як найважливіша подія COP27 8 листопада для країни. Лясота заявила журналісту TVN24, що закони, які стосуються використання викопного палива досить легко приймаються в Польщі, тоді як закони, які стосується вітряних турбін блокуються, що перешкоджає зеленому переходу до чистої енергії у Польщі. Пізніше екоактивістка прокомендувала результат описаної розмови та відповідь Анджея Дуди в інтерв'ю виданню Wysokie Obcasy. Представниця Польського Інституту Громадських Справ, Пауліна Собєсяк-Пеншко (польською: Paulina Sobiesiak-Penszko) описала образ Дуди у даній розмові як «старого білого чоловіка», який зневажливо ставився до Домініки Лясоти під час дискусії COP27.
15 листопада Домініка Ласота разом з українськими активістами Світланою Романко, Валерією Бондарєвою та Вікторією Болл протестували під час сесії росіян, до складу делегації яких на COP27 із 150 осіб входили 33 паливні лобісти. Активісти закликали світових лідерів та представників російської делегації визнати, що росіяни — військові злочинці, які не мають права бути присутніми на Конференції ООН, та не заслуговують на повагу від світової спільноти. Лясота активно педалювала питання до російської делегації, цитуючи: «Як ви смієте сидіти тут спокійно? Ви військові злочинці! Ви не заслуговуєте жодної поваги». Екоактивістка назвавши росіян «підлими» (польською: podłymi), підняла банер «Викопне паливо вбиває!» перед російськими делегатами, за що Лясоту та інших активістів вигнали співробітники служби безпеки. Після чого інші присутні, включаючи членів польської делегації та німецьких кліматичні активісти, також залишили кімнату.
Лясота та Єдрошковяк (польською: Jędroszkowiak) назвали COP27 значною мірою операцією «зеленого відмивання». Активісти заявили, що спільнота кліматичних активістів розділилася щодо того, чи брати участь у заході, враховуючи ситуацію з правами людини в Єгипті під час президентства Абдель Фаттаха Ас-Сісі та очікування «зеленого відмивання». Активісти прийняли рішення взяти участь у конфренції радше з метою просування рішень на користь людей, а не на користь паливного лобі, як було заявлено пізніше. Вони описали реальну ситуацію на COP27 як авторитарну, оскільки участь активістів у конференції жорстоко контролювалася зі сторони організаторів, що змушувало активістів відчувалти небезпеку. На останок, Лясота та Єдрошковяк закликали глобальну спільноту та запрошених політиків підтримати Ініціативу Договору про Нерозповсюдження Викопного Палива (англійською: Fossil Fuel Non-Proliferation Treaty Initiative).

## Повномасштабна Війна Російської Федерації проти народу України (2022)
У березні 2022 року, під час повномасштабного вторгнення військ Російської Федерації в Україну, Домініка Лясота разом з трьома іншими екоактивістами «П'ятниць заради майбутнього» зустрілися з Президенткою Європейської комісії Урсулою фон дер Ляєн. Опісля зустрічі, Лясота описала Фон дер Ляєн як особистість з «сильною відданістю» меті зеленого переходу від викопного палива до відновлюваної енергетики. Зі свого боку, Урсула Фон дер Ляєн описала Домініку та її колег по активізму як «дуже розумних та обізнаних молодих жінок». У травні 2022 року, наприкінці розмови Президента Франції Еммануеля Макрона, Домініка Ласота та Вікторія Єдрошков'як поставили Макрону запитання щодо реакції офіційних облич Франції на ескалацію війни РФ проти України (2022), при цьому стверджуючи, що кліматичну кризу слід зупинити та що припинення закупівель викопного палива з Росії допоможе зупинити російське вторгнення та війну проти народу України. Відео взаємодії активістів з Президентом Франції як наслідок стало вірусним.
Американське видання The New York Times описало Лясоту та Єдрошковяк як «лідерів динамічного нового крила антивоєнного руху» в тому сенсі, що вони поєднали опозицію російському вторгненню в Україну з кліматичною активністю. Стаття називає екоактивісток «новою маркою активістів — молодих, переважно жінок і переважно зі Східної Європи, — які вірять, що війна в Україні є жорстоким проявом залежності світу від викопного палива», і які «протистоять лідерам Європи віч-на-віч».
Наприкінці травня 2022 року Домініка Лясота, Вікторія Єдрошковяк та інші активісти провели акцію протесту перед будівлею Європейської комісії Берлемон під час зустрічі лідерів ЄС, на якій обговорювались санкції проти Росії. Рішення лідерів ЄС про ембарго на близько 80 % російської нафти активісти розцінили як «перемінний успіх».